# Whatever Tickles Your Fancy
Whatever Tickles Your Fancy è il terzo album del cantante irlandese Christy Moore, pubblicato dalla Polydor Records nel 1975. In seguito il disco uscì anche su CD abbinato con il successivo album dal titolo Christy Moore (pubblicato nel 1976).

## Tracce
Lato A
1. Home by Bearna – 2:10 (brano tradizionale, arrangiamento di Christy Moore)
2. January Man – 4:15 (Dave Goulder)
3. The Moving-on Song (Go! Move! Shift!) – 3:05 (Ewan McColl)
4. Bunch of Thyme – 3:24 (brano tradizionale, arrangiamento di Christy Moore)
5. Tippin' It Up to Nancy – 2:35 (brano tradizionale, arrangiamento di Christy Moore)

Lato B
1. The Ballad of Timothy Evans – 3:23 (Ewan McColl, Peggy Seeger)
2. What Put the Blood – 4:58 (brano tradizionale, arrangiamento di Christy Moore)
3. One Last Cold Kiss – 3:10 (Felix Pappalardi, Gail Collins) – brano unito a Trip to Roscoff
4. Trip to Roscoff – 3:10 (Christy Moore) – brano unito a One Last Cold Kiss
5. Van Diemen's Land – 8:37 (brano tradizionale, arrangiamento di Christy Moore e Donal Lunny)

## Musicisti
- Christy Moore - voce, chitarra
- Donal Lunny - chitarra, bouzouki, bodhrán, sintetizzatore, voce
- Jimmy Faulkner - chitarra elettrica, chitarra acustica
- Kevin Burke - fiddle
- Declan McNelis - basso, chitarra
- Robbie Brennan - batteria